# Kyjovice (Morávia do Sul)
Kyjovice é uma comuna checa localizada na região de Morávia do Sul, distrito de Znojmo.